# Et tu, Brute?

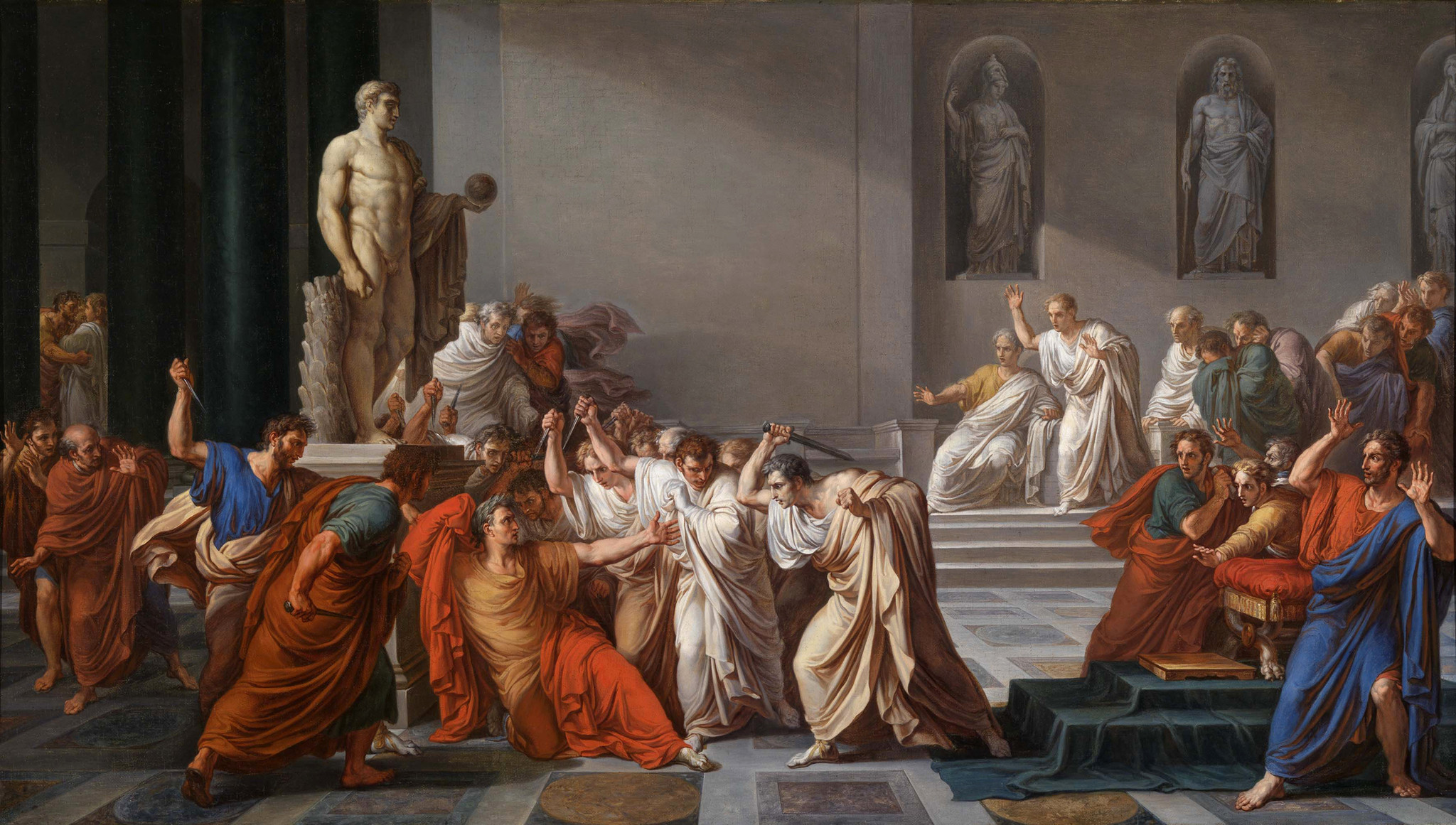
Moartea lui Cezar de Vincenzo Camuccini

Et tu, Brute? (pronunțat [ɛt ˈtuː ˈbruːtɛ]) este o expresie în latină, care se traduce ca „și tu, Brutus?”. Este notabilă pentru apariția acesteia în piesa Iulius Cezar de William Shakespeare, în care este rostită de dictatorul roman Iulius Cezar prietenului său Marcus Junius Brutus, în momentul asasinării primului. Primele apariții ale expresiei datează din epoca Elisabetană: una într-o piesă mai veche de-a lui Shakespeare, iar a doua și mai veche care nu s-a păstrat. În afara pieselor de teatru, expresia este deseori folosită pentru a semnala trădarea neașteptată de către un prieten.
În piesă, Cezar rostește aceste cuvinte în Actul III, scena 1, când este înjunghiat mortal și la un moment dat îl recunoaște printre asasini pe prietenul și discipolul său Brutus. În realitate, nu există dovezi cum că Cezar ar fi rostit aceste cuvinte.
Numele „Brutus”, un substantiv masculin cu declinare secundă⁠(d), apare în expresie în cazul vocativ, de aceea sufixul -us în cazul nominativ este înlocuit cu -e.

## Context
La 15 martie 44 î.Hr. (de Idele lui marte), Cezar a fost atacat de un grup de senatori, printre care Brutus, care era prietenul și discipolul împăratului. Inițial, Cezar s-a opus atacului, dar când l-a văzut pe Brutus, se zice că i-a vorbit ceva, după care a murit.
Ultimele cuvinte ale lui Cezar nu sunt cunoscute cu certitudine. Istoricul roman Suetoniu, la un secol și jumătate după incident, susținea că Cezar nu a spus nimic când murea, dar alții au scris că Cezar a exclamat, în greacă, „καὶ σὺ, τέκνον;”. Expresia se traduce ca „Și tu, copile?” sau „Și tu, tinere?”. Uneori, fraza este redată în latină ca „Tu quoque, Brute, fili mi” („Și tu, Brutus, fiul meu”).
Plutarh, la fel, scria că Cezar nu a spus nimic, ci doar și-a tras toga peste cap când l-a văzut pe Brutus printre conspiratori.
În piesa Iulius Caesar (1599), Cezar rostește: „Et tu, Brute? Atunci cazi, Cezar!”. Shakespeare a folosit expresia care era deja în uz. Specialistul shakespearian Edmond Malone susținea că fraza ar fi apărut într-o lucrare pierdută: piesa latină Caesar Interfectus (1582) de Richard Eedes. Ea apare, de asemenea, într-o operă mai veche a lui Shakespeare, The True Tragedie of Richard Duke of Yorke, and the death of good King Henrie the Sixth, with the Whole Contention betweene the two Houses Lancaster and Yorke, 1595, cea mai veche versiune tipărită a Henric al VI-lea, partea a 3-a⁠(d).

## Interpretare
Expresia poate fi interpretată ca un blestem sau o amenințare. Una din teorii afirmă că Cezar a adaptat o expresie din greacă, care pentru romani căpătase sensul de proverb: „Și tu, fiul meu, vei simți gustul puterii”, din care Cezar a rostit doar primele cuvinte, prevăzând moartea lui Brutus însuși.